# St. Johannes Baptist (Mündling)

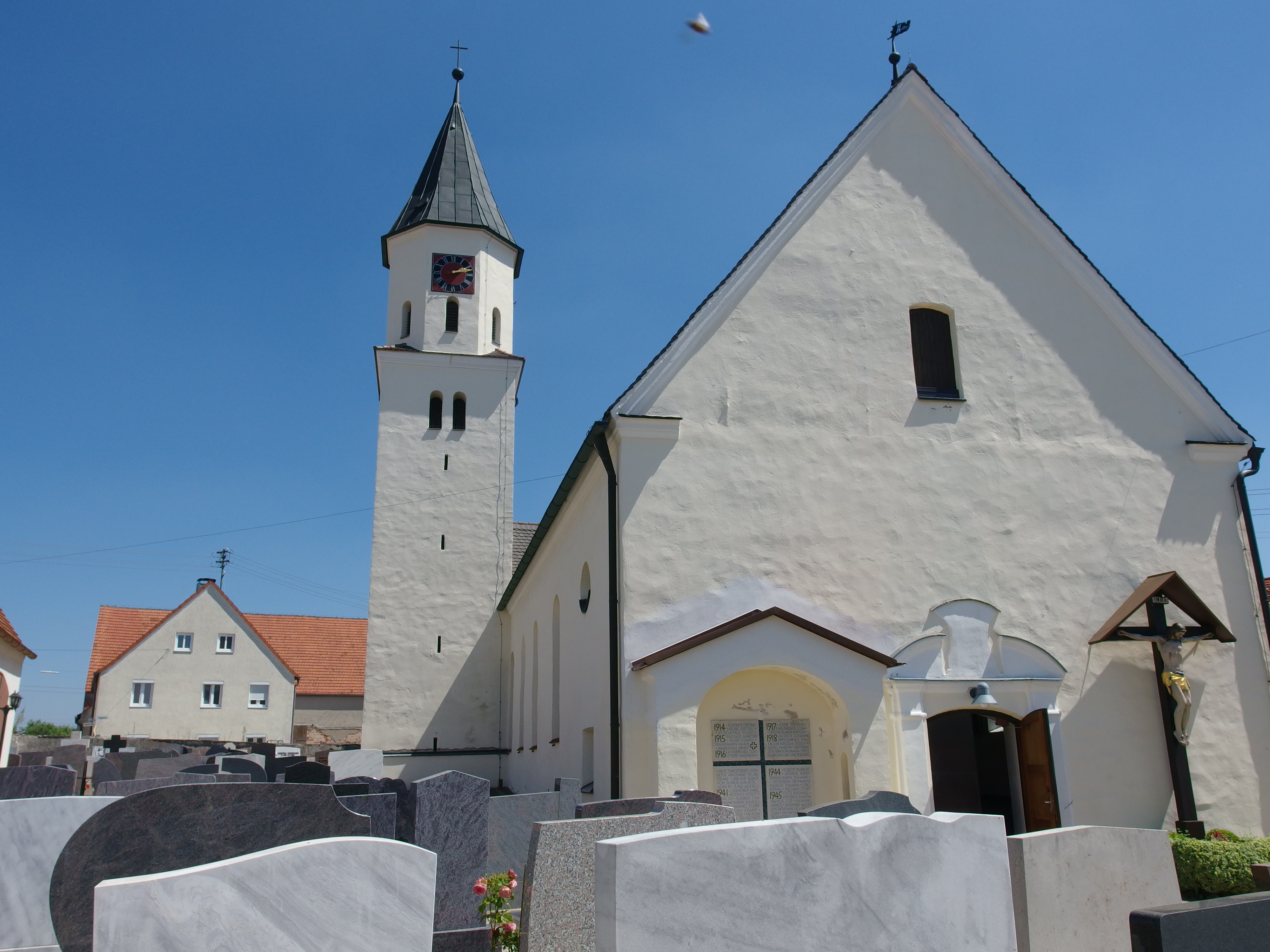
St. Johannes Baptist in Mündling

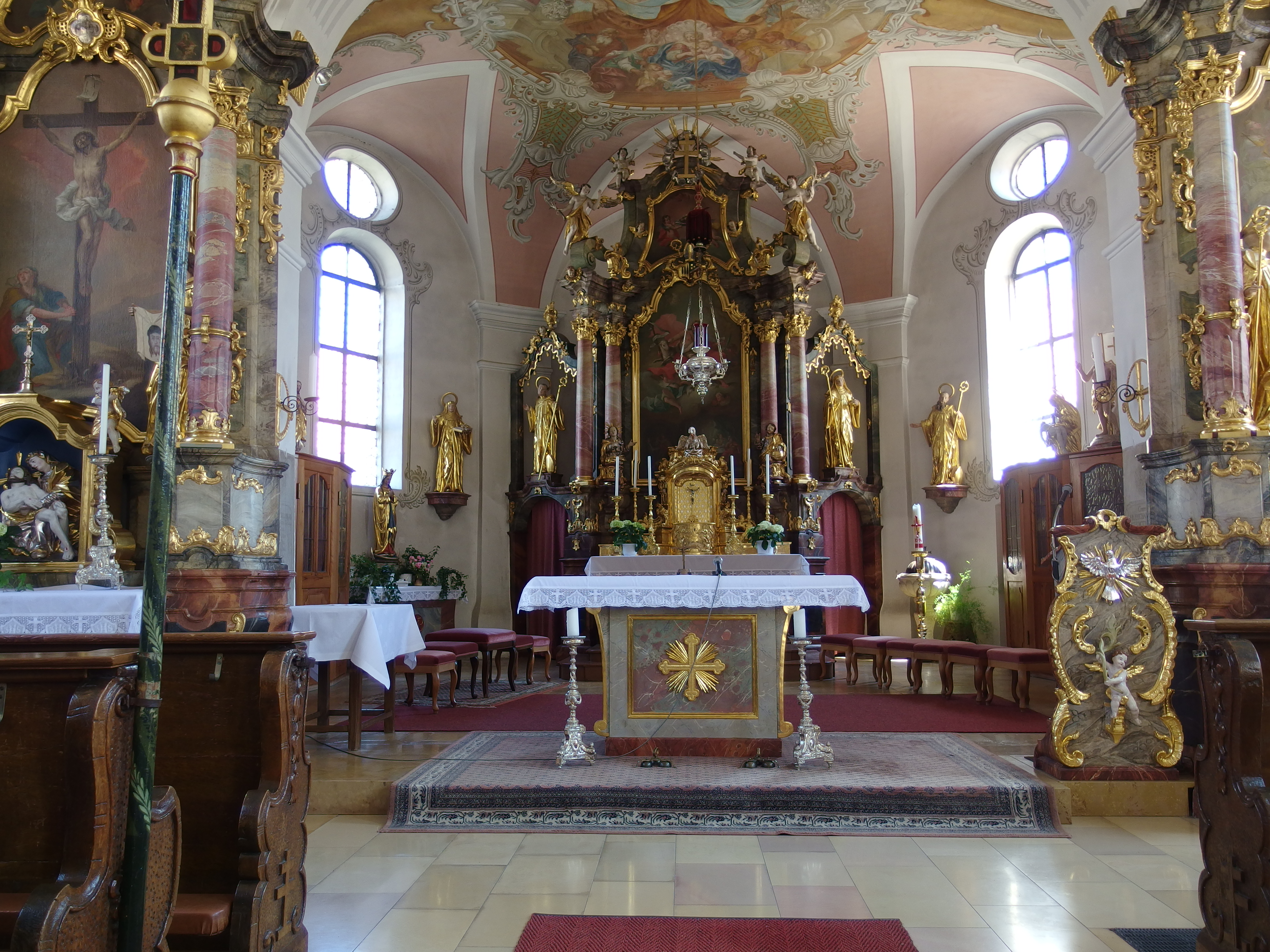
Altarraum

St. Johannes Baptist ist die römisch-katholische Pfarrkirche in Mündling, einem Stadtteil von Harburg im schwäbischen Landkreis Donau-Ries in Bayern. Das denkmalgeschützte Bauwerk ist in der Liste der Baudenkmäler in Harburg als Baudenkmal unter der Nr. D-7-79-155-60 eingetragen. Die Pfarrei gehört Dekanat Weißenburg-Wemding des Bistums Eichstätt.

## Beschreibung
Die Saalkirche wurde 1753 erbaut. Sie besteht aus einem Langhaus, einem wenig eingezogenen, dreiseitig geschlossenen Chor im Osten und einem Chorflankenturm an der Nordwand des Chors, von dem die unteren Geschosse des vom Kloster Heilig Kreuz 1623–1625 errichteten Vorgängerbaus erhalten sind. Der Innenraum des Langhauses ist mit einer Flachdecke überspannt, der des Chors mit einem Stichkappengewölbe. Der Chorflankenturm wurde mit einem achteckigen Geschoss aufgestockt, das die Turmuhr und den Glockenstuhl beherbergt, und mit einem spitzen Helm abgeschlossen. Das 1752 eingebrachte Fresko im Chor zeigt die Anbetung der Hirten. Die 1916 im Langhaus aufgehängten Bilder stammen von Theodor Baierl. Den Kreuzweg hat 1786 Johann Baptist Enderle geschaffen. Über den seitlichen Durchgängen des Hochaltars stehen die Statuen des Willibald von Eichstätt und der Walburga. An der Brüstung der Kanzel sind die Evangelistensymbole angebracht.